# Posticobia norfolkensis
Posticobia norfolkensis е изчезнал вид сладководно коремоного от семейство Hydrobiidae.

## Разпространение
Видът е бил ендемичен за остров Норфолк.